# Siniscalco di Barcellona
Il Siniscalco di Barcellona fu la massima dignità conferita dalla Casa di Barcellona, assegnata ad un nobile per l'esercizio delle sue funzioni governative e militari. Il termine siniscalco deriva dal protogermanico sini-, radice che significa "anziano", e skalk, "servitore", ed originariamente, nell'Europa occidentale, era colui che sovrintendeva alla mensa o, più in generale, alla casa della famiglia reale o di una grande famiglia aristocratica.

## Storia
La carica fu creata da Ermesinda di Carcassonne, vedova conte Raimondo Borrell di Barcellona, con l'obiettivo di delegare a qualcuno funzioni di governo e militari delle contee di Barcellona, Gerona e Osona, al termine delle reggenza al nipote Raimondo Berengario.
Primo ad esser nominato della carica di Siniscalco di Barcellona fu il nobile Amato Ulderico d'Orís nel 1051. Morto nel 1058, poiché il figlio Pietro era ancora minorenne, gli succedette per breve tempo il cognato Raimondo Miró d'Aguda che fu suo reggente. Dal 1130, la carica fu degli esponenti della famiglia Moncada.

## Elenco dei siniscalchi di Barcellona
- Amato Ulderico d'Orís (1051-1058)
- Raimondo Miró d'Aguda (1058-1060)
- Pietro Amato d'Orís (1060-1088)
- Guglielmo I di Cerdagna (1088-1095)
- Berengario I di Queralt (1095-1130)
- Guglielmo Raimondo I di Moncada, il "Gran siniscalco" (1130-1173)
- Raimondo I di Moncada (1173-1181)
- Guglielmo Raimondo II di Moncada (1181-1228)
- Pietro I di Moncada (1228-1267)
- Raimondo II di Moncada (1267-1289)
- Simone di Moncada (1289-1292)
- Pietro II di Moncada (1292-1300)